# 本門法華宗
本門法華宗（ほんもんほっけしゅう）は、日蓮を宗祖とし、日隆を派祖とする、日蓮門下の一派である。

## 宗祖
- 日蓮

## 派祖
- 日隆

## 大本山
- 卯木山妙蓮寺（京都府）

## 沿革
- 1295年（永仁3年）に日像は妙法蓮華寺（京都府）を建立する。
- 1394年（明徳5年）に日慶は妙法蓮華寺（京都府）を再建し、妙蓮寺（京都府）と改称する。
- 1872年（明治5年）に一宗一管長制により、日隆門流は日蓮門下の諸門流と連合する。
- 1874年（明治7年）に日隆門流は勝劣派に属する。
- 1876年（明治9年）に管長設置により、日隆門流は八品派と公称し、勝劣派は解体する。
- 1898年（明治31年）に八品派は本門法華宗と改称する。
- 1941年（昭和16年）に宗教団体法により、本門法華宗と本妙法華宗と法華宗が合同し、法華宗と公称する。
- 1951年（昭和26年）に旧本門法華宗久遠派の妙蓮寺（京都府）と末寺が法華宗から独立し、本門法華宗と公称する。